# Татары в Кыргызстане
Татары в Кыргызстане (тат. Кыргызстан татарлары) — представители национальных меньшинств Кыргызстана.

## История
Процесс формирования татарской диаспоры в Кыргызстане можно разделить на следующие три этапа.

### До присоединения края к Российской империи
На территории Кыргызстана татары появились задолго до присоединения края к Российской империи. Но уже тогда существовали экономические и политические связи киргизов с Россией. Ряд ученых упоминают торгово-экономические связи русских купцов с местным населением с конца XIV века во время поиска новых рынков сбыта и караванных путей в малоизведанный еще Западный Китай и далекую Индию. Среди купцов широкой популярностью у киргизов пользовались татары, во многом из-за близости языков и происхождения, а также из-за вероисповедания. 
Со времен правления Петра I Россия стала еще больше проявлять интерес к Средней Азии и Востоку и использовать татарское купечество для расширения деловых взаимоотношений, прежде всего для налаживания торговых связей. Со времен Екатерины II татары пользовались особыми льготами во внешней торговле со среднеазиатскими народами. Впоследствии российские власти также использовали татар, торговавших в Средней Азии, в установлении дипломатических отношений с населением региона.
Известно, что задолго до присоединения края к Российской империи татары в крае появились в качестве «бродячих-мулл». Татары, как проводники караванов, переводчики, муллы, оказавшись на этой территории, постепенно стали оседать в торговых городах, таких как Каракол, Токток, Пишпек и т. д. Известно, что они составляли часть населения городов наравне с другими этносами. Многие татары-торговцы уже в то время были достаточно состоятельными. Они создавали свои корпорации, гильдии. На свои средства они открывали мечети, мектебы и медресе. Об их вкладе в систему образования рассказывали многие исследователи.

### После присоединения края к Российской империи
Более массовое переселение татар из Центральной России начинается после присоединения края в состав Российской империи. После присоединения Средней Азии к Российской империи российские власти в дальнейшем стали ограничивать татар, с желанием вытеснить их из сферы торговли, просвещения, в целом ограничить их влияние на местное население. Татары, поселившиеся в крае после прихода сюда русских, были лишены права приобретать в Туркестане земли и недвижимость.
С началом массового переселения населения из России, татары прибыли в северную часть Кыргызстана, которая была присоединена к России раньше, чем южная. На север страны татары проникли через Казахстан. Они стали оседать в основном в уездных городах. В числе татар, прибывших в город Каракол, было большое количество торговцев. Определенное количество татар в этот период осела также в городе Токмак, так как этот город связывал города Чуйской долины с городами Иссык-Кульского района и занимал выгодное географическое положение. Количество татар и их влияние на местное население росло интенсивными темпами.
В 1860-х годах вблизи разрушенных кокандских крепостей, около военных пикетов поселяются вместе с узбеками татары-ремесленники и крестьяне.

### В годы советской власти
В советский период численность татарского населения в республике увеличилась в ходе миграционных процессов, связанных с Гражданской, Великой Отечественной войнами, индустриализацией 1950–1980-х годов.
В 1920–1930-е годы татарские учителя внесли большой вклад в формирование кадров киргизской национальной интеллигенции. В вузах и школах Киргизской ССР работали династии педагогов Курмаевых, Мусиных, Шамгуновых, Яушевых и других.
В советский период татары имели значительное представительство в органах государственной власти и управления, учреждениях науки, культуры и образования, средствах массовой информации. Значительный вклад в изучение киргизской культуры внесли Медина Богданова, Мунжия Еркимбаева и Калим Рахматуллин. С Кыргызстаном связаны жизнь и деятельность доктора философских наук М.С.Джунусова, докторов сельскохозяйственных наук С.Г.Еникеева и К.Д.Мухамедшина, доктора медицинских наук Н.Д.Мухтаровой, доктора экономических наук Р.З.Сайфуллина, скульптора З.А.Хабибуллина, а также Героя Социалистического Труда А.А.Сунчалиевой.
С распадом СССР число татар в Кыргызстане стало сокращаться в связи с их переселением на историческую родину и в другие регионы.

## Численность
Динамика численности и доли татарского населения Кыргызстана по данным переписей:
- 1959 — 56,2 тыс. (2,7 %)[3]
- 1970 — 68,8 тыс. (2,3 %)[4]
- 1979 — 71,2 тыс. (2,2 %)[5]
- 1989 — 70 тыс. (1,6 %)[6]
- 1999 — 45,5 тыс. (0,9 %)[7]
- 2009 — 31,5 тыс. (0,5 %)[8]

## Организации
В Кыргызстане 16 лет функционирует общественное объединение Татарско-башкирского культурного Центра «Туган тел» Ассамблеи народов Кыргызстана. Ежемесячно издается газета на татарском языке; в эфир выходит 20-ти минутная телепередача и 10-ти минутная радиопрограмма на татарском языке. В Центре «Туган тел» отмечают национальные и религиозные праздники, проводятся разнообразные культурно-массовые мероприятия.
С 1997 года выходит журнал «Ирек».